# Stefan Paprikov
Stefan Paprikov (n. 24 aprilie/6 mai 1858, Pirdop, Imperiul Otoman – d. 30 mai 1920, Sofia, Regatul Bulgariei) a fost un general, politician și diplomat bulgar.